# Stora Myggtäppan
Stora Myggtäppan är en sjö i Flens kommun i Södermanland och ingår i Nyköpingsåns huvudavrinningsområde.